# Drosophila guaraja
Drosophila guaraja är en tvåvingeart som beskrevs av King 1947. Drosophila guaraja ingår i släktet Drosophila och familjen daggflugor.
Artens utbredningsområde är Brasilien.